# Luitgarda ze Salzwedelu
Luitgarda ze Salzwedelu (1110? – 29. ledna 1152) byla dánská královna, manželka Erika III.
Luitgarda byla dcerou hraběte Rudolfa ze Salzwedelu († 1124) a jeho manželky Richardis. Po smrti otce žila na pozemcích své matky blízko Jerichowa. Jejím prvním manželem byl její strýc, hrabě Fridrich II. ze Sommerschenburgu (asi 1095 – 19. květen 1162). Spolu pak měli čtyři děti, manželství bylo rozvedeno na základě zakázaného stupně příbuzenství.
Její bratr Hartwig ze Salzwedelu, od roku 1143 probošt katedrály v Brémách, ji v roce 1143 nebo 1144 provdal za dánského krále Erika III. V roce 1144 zemřel její bezdětný starší bratr Rudolf II. ze Salzwedelu a vzhledem k tomu, že její mladší bratr Hartwig sice byl bratrovým dědicem, ale rovněž neměl potomky, byla Luitgarda a její děti konečnými dědici hrabství Salzwedel. V roce 1148 se Hartwig stal brémským arcibiskupem, poté, co přislíbil, že ustanoví svým dědicem arcidiecézi. Erik III. svou manželku donutil k návratu do Německa poté, co byla obviněna z nevěry.
Dánský král zemřel v roce 1146. Jejím třetím manželem se v roce 1148 stal ovdovělý hrabě Heřman II. z Winzenburgu-Northeimu. S ním pak měla další tři dcery. Hraběte a těhotnou Luitgardu zřejmě nechal zavraždit biskup Bernard z Rothenburgu. Stalo se tak ve Winzenburgu z noci z 29. na 30. ledna 1152.

## Potomstvo
S Frederikem II. ze Sommerschenburgu:
- Albert (Adalbert), hrabě ze Sommerschenburg (asi 1130 – 1179)
- Adelheid († 1. květen 1184)
- Sofie († 1189 nebo 1190)
- Dětrich, hrabě ze Sommerschenburgu

S Heřmanen II. z Winzenburgu-Northeimu:
- dcera (1149– před r. 1204)
- dcera (nar. 1150)
- Hedvika (nar. 1151), jeptiška